# Adolzhausen
Adolzhausen ist ein Stadtteil von Niederstetten im Main-Tauber-Kreis im Nordosten von Baden-Württemberg.

## Geographie
Adolzhausen liegt westlich des Stadtkerns von Niederstetten an der Kreisstraße K 2853. Am westlichen Ortsrand fließt der Adolzhäuser Bach, ein rechter Nebenfluss des Aschbachs. Westlich verläuft die B 290. Zur Gemarkung der ehemaligen Gemeinde Adolzhausen gehören das Dorf Adolzhausen (⊙) mit den abgegangenen Ortschaften Dunkenrod (mit Adolzhausen vereinigt), möglicherweise Lindlein, Radolzhausen, Reckertsfelden und Schöntal.

## Geschichte
Am 1. April 1972 wurde Adolzhausen nach Niederstetten eingemeindet.

## Kultur und Sehenswürdigkeiten

### Rad- und Wanderwege
Adolzhausen liegt am Radweg Liebliches Taubertal – der Sportive.